# Torin's Passage
Torin's Passage est un jeu vidéo d'aventure en pointer-et-cliquer développé et édité par Sierra On-Line, sorti en 1995 sur DOS, Windows et Mac.

## Système de jeu
Torin's Passage est un jeu d'aventure en pointer-et-cliquer dans lequel le joueur peut interagir avec le protagoniste, Torin, et son environnement. Lorsque le curseur survole un élément avec lequel le joueur peut interagir, il s'illumine en blanc. L'interface du jeu est similaire à celle de King's Quest VII: The Princeless Bride. Lorsque le joueur récupère un objet, il peut ensuite le visualiser en trois dimensions dans son inventaire.
Torin est accompagné d'un animal de compagnie nommé Boogle. Ce dernier possède la capacité de se transformer en différentes formes. Boogle apprend à se transformer en de nouvelles formes au fil de l'aventure.

## Accueil
- Adventure Gamers : 2,5/5[1]